# Tara Buckman
Tara Buckman (Pensacola, 1º ottobre 1956) è un'attrice ed ex modella statunitense.

## Biografia
Nata a Pensacola, in Florida, la sua carriera attiva come attrice è stata limitata principalmente dalla fine degli anni settanta a metà degli anni novanta. Anche se non ha mai raggiunto veramente il successo, la Buckman è stata, durante la sua breve carriera, comunque considerata una stella, apparendo in svariate serie televisive. Inoltre è anche apparsa con ruoli minori in alcuni film.
La Buckman è ricordata soprattutto per le sue apparizioni in episodi di serie televisive andate in onda, alcune anche in Italia, tra l'ultima metà degli anni settanta e ottanta, come Agenzia Rockford, Kojak, CHiPs, Nel tunnel dei misteri con Nancy Drew e gli Hardy Boys, Quincy, Lobo (in cui ha tenuto un ruolo minore interpretando il "sergente Brandy Cummings"), Master e Buck Rogers. Ha anche interpretato "Norma Kirkland" nella serie televisiva Il tempo della nostra vita nel 1984 e nel 1985.
Spesso ha interpretato con ruoli minori in film complessivamente conosciuti. Tara appare al fianco di Burt Reynolds in Collo d'acciaio e in La corsa più pazza d'America, rispettivamente nel 1978 e 1981. In quest'ultimo film la Buckman interpretava il ruolo di "Jill Rivers" (a fianco di Adrienne Barbeau).
La Buckman è anche apparsa in diversi film, considerati dalla critica di serie B, dalla fine degli anni settanta fino alla metà degli anni novanta. Tara apparve in una scena di stupro-omicidio nel controverso film Natale di sangue del 1984. È apparsa poi anche nel film Never Too Young to Die del 1986. Il suo ruolo di rilievo più recente è stata l'interpretazione della "dottoressa Julie Casserly" in Xtro 2 del 1991. Altre sue apparizioni più recenti si possono apprezzare nei film Blue Angel Cafe, La signora di Wall Street, Il diario di una porno star, a fianco di Marilyn Chambers, e Snowballing.

## Filmografia parziale
- L'autostrada della morte (Death Car on the Freeway), regia di Hal Needham (1979)
- La corsa più pazza d'America (The Cannonball Run), regia di Hal Needham (1981)
- Natale di sangue (Silent Night, Deadly Night), regia di Charles E. Sellier Jr. (1984)
- Mai troppo giovane per morire (Never Too Young to Die), regia di Gil Bettman (1986)
- Snowballing, regia di Charles E. Sellier Jr. (1987)
- Doppia esposizione (Terminal Exposure), regia di Nico Mastorakis (1987)
- Blue Angel Cafe, regia di Joe D'Amato (1989)
- La signora di Wall Street, regia di Joe D'Amato (1990)
- Non aprite quella porta 3, regia di Claudio Fragasso (1991)
- Il ritorno dell'alieno (Xtro II: The Second Encounter), regia di Harry Bromley Davenport (1991)
- Sesso bendato (Blindfold: Acts of Obsession), regia di Lawrence L. Simeone (1994)